# Marie Zeller

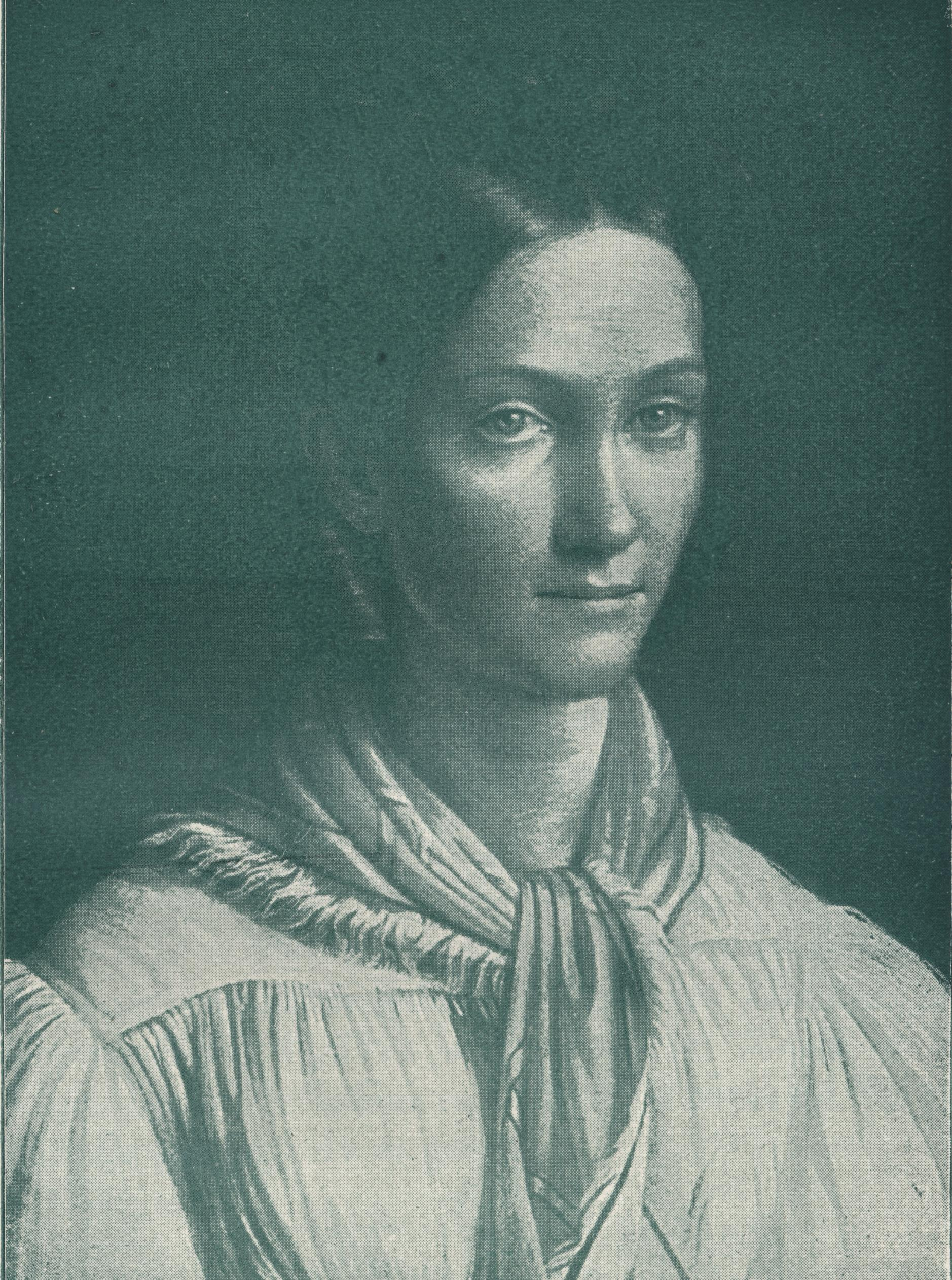
Marie Zeller, geb. Reimer

Marie Zeller (* 27. März 1807 in Berlin; † 12. April 1847 in Winnenthal) war die Ehefrau des Nervenarztes und Dichters Albert Zeller. 
Marie Zeller war die Tochter des Verlegers Georg Andreas Reimer und dessen Ehefrau Wilhelmine Charlotte Susanne Philippine Reinhardt (1784–1864).
Am 27. März 1829 heiratete sie in Berlin Albert Zeller. Die Trauung wurde von Friedrich Schleiermacher vorgenommen.
Das Paar hatte neun Kinder, u. a.:
- Ernst Friedrich Albert (* 2. Dezember 1830 in Stuttgart, † 18. September 1902 ebenda), Nachfolger seines Vaters als Direktor der Klinik Winnenthal bis 1900
- Maximilian Georg (* 25. Februar 1834 in Winnenden, † 16. Januar 1912 in Romanshorn)
- Rudolf Martin (* 31. Juli 1842, † 11. Oktober 1911), verh. m. Berta Rosine Hirzel (1844–1887)

Marie Zeller wurde am 15. April 1847 beerdigt. Nach ihrem Tode schrieb ihr Ehemann den Gedichtband Lieder des Leids.
| Personendaten    | Personendaten                                       |
| ---------------- | --------------------------------------------------- |
| NAME             | Zeller, Marie                                       |
| KURZBESCHREIBUNG | Ehefrau des Nervenarztes und Dichters Albert Zeller |
| GEBURTSDATUM     | 27. März 1807                                       |
| GEBURTSORT       | Berlin                                              |
| STERBEDATUM      | 12. April 1847                                      |
| STERBEORT        | Winnenthal                                          |